# Implicação entre funções
Quando funções possuem as mesmas variáveis, conclui-se que a primeira função, que chamaremos de F1, implica a segunda, F2, quando para todas as entradas em que F1 seja 1, F2 também seja. Existem três tipos de implicação entre as funções.
A seguir, definiremos cada uma delas:

## Implicante
Quando F1 for um produto podemos classificá-lo como um implicante da função F2. Portanto, um termo de uma função produto que possua mintermos com valor igual a 1 pode ser denominado implicante.
Resumindo, todos os mintermos ou agrupamento dos mesmos é um implicante.

## Implicante primo
Quando um implicante não implica nenhum outro, ele será um implicante primo, ou apenas IP. Então podemos definir um implicante primo como um termo produto em que a eliminação de qualquer literal tem como resultado um termo produto que não é um implicante.
Resumindo, um IP é um conjunto validado de mintermos que não pode ter seu tamanho aumentado.
No mapa de Karnaugh, os IPs são os grupos maiores possíveis e, devido a isso, são os produtos com o menor número de variáveis. Por isso, podemos utilizar uma expressão minimal que emprega apenas implicantes primos.

## Implicante primo essencial
Na expressão acima, podemos ver que os IPs utilizados possuem algo em comum: cada um deles o único implicante primo para certo mintermo, por isso eles são denominados implicantes primos essenciais, ou apenas IPE.Estes podem ser definidos como um implicante primo que tenha pelo menos um mintermo único, ou seja, que não esteja presente em nenhum outro IP. Então, um IPE é um IP que possua um mintermo que não pode ser relacionado de outra maneira.
Quando existem IPEs na função, eles devem estar na expressão minimal da função, todavia, não é sempre que existem implicantes primos essenciais ou que podemos ocupar todos os mintermos usando só IPEs.